# Tandhygienist
Tandhygienist (även munhygienist) är en person som arbetar inom odontologisk profylaktik, det vill säga förebyggande tandvård. Tandläkare och tandhygienist samarbetar ofta.
En tandhygienist kan utvärdera och ge råd om munhygien. Tandhygienister får diagnostisera karies och parodontit. Arbetsuppgifterna omfattar även att tillse bästa möjliga förhållanden i munnen utan att göra några invasiva ingrepp. Det kan exempelvis innebära att avlägsna tandsten, fluorlacka, fissurförsegla och ta bort plack.
Stor vikt läggs också vid att behandla och förhindra parodontit (tandlossning). Invasiva ingrepp, som exempelvis tandlagningar och kirurgiska behandlingar, är tandläkarens yrkesuppgifter. En tandhygienist får däremot göra själva lagningen, dock inte borra i tanden. Inom tandhygienistens kompetens finns även anestesi.
Tandhygienistyrket är ett legitimerat yrke sedan 1991; kravet är en treårig högskoleutbildning som leder fram till en yrkesexamen och kandidatexamen i oral hälsa. I framtiden är det möjligt att tandhygienisten får en större betydelse inom tandvården, eftersom en tandläkarbrist är förväntad.